# UB-34号潜艇
陛下之UB-34号艇是德意志帝国海军于第一次世界大战期间建造的其中一艘UB-II型近岸潜艇或称U艇。它由汉堡的布洛姆与福斯船厂承建，于1915年12月28日下水，至1916年5月17日交付使用。其艇载武器包括两具500毫米的艇艏鱼雷发射管以及一门88毫米口径甲板炮。UB-34号曾先后被部署至多支潜艇区舰队，并参与了大西洋潜艇战。在总共21次巡逻期间，该艇累计击沉了协约国或中立国的29艘商船和2艘辅助军舰，容积总吨为39496吨。战后，根据停战协议的要求，UB-34号于1918年11月26日被引渡至哈维奇正式向协约国投降，并最终于1922年在景宁镇拆解报废。

## 设计
第一次世界大战爆发后，随着U艇战形势的发展，UB-I型潜艇排水量过小、适航性不佳、推进系统可靠性低等问题愈发凸显。其水面航速甚至追不上商船，以5節（9.3每小時）航速潜航1小时后，蓄电池电能便会耗尽。它们甚至无力应对多佛尔海峡8至10節（15至19每小時）的海流。为此，潜艇监察局于1915年4月研发了UB-I型潜艇的放大版——UB-II型，并由德国国家海军办公室委托两家造船厂建造。其中UB-34号是由汉堡布洛姆与福斯船厂承建的第二批次的五号艇，于1915年12月28日下水。
与前一批次的UB-II型艇相比，UB-34号的水面及水下排水量分别增至274吨和303吨，全长增至36.90米，艇体采用单壳体加鞍形水柜构造。由于突破了铁路限界，舷宽也得以增至4.37米。该艇采用双桨驱动，其主机为两台奔驰六缸四冲程270匹公制馬力（200千瓦特）柴油机用于水面运行，以及两台280匹公制馬力（210千瓦特）的西门子-舒克特电动发电机用于水下航行；水面最高航速9.06節（16.78每小時），水下5.71節（10.57每小時）；能够在水面以5节航速续航7,030海里（13,020），或以4節（7.4每小時）连续在水下航行45海里（83）而无需充电。蓄电池被放置在中央潜柜的前方，以配平更重的发动机安装。其最大潜水深度为50米，潜没需时为30－45秒。
UB-34号的主武器为两具500毫米艇艏鱼雷发射管，采用层叠式布局，以实现可以创造最佳表面效率的舷弧设计；鱼雷携带量为4枚（后期增至6枚），鱼雷威力亦显著提高。辅助武器是一门88毫米30倍径速射炮。司令塔增加了一具潜望镜，并配备了1根两段式可伸缩通信桅杆，前水平舵外形也做了调整。其标准船员编制为2名军官加21名水兵。

## 服役历史
1916年6月10日，UB-34号在首次担任U艇艇长的海军中尉特奥多尔·舒尔茨的指挥下正式入役，随即展开海试。完成海试后，该艇曾先后被编入驻北海的第一、第二区舰队，驻波罗的海的第五区舰队，驻比利时的佛兰德区舰队以及隶属潜艇学校的训练区舰队，并参与了大西洋潜艇战。在其21次巡逻中，共计击沉协约国或中立国的29艘商船和2艘辅助军舰，容积总吨为39496吨。战后，根据停战协议的要求，UB-34号于1918年11月26日被引渡至哈维奇正式向协约国投降，并最终于1922年在景宁镇拆解报废。

## 袭击历史摘要
| 日期           | 船名         | 船籍         | 吨位 | 结局       |
| -------------- | ------------ | ------------ | ---- | ---------- |
| 1916年10月21日 | 乌勒尔号     | 挪威         | 1139 | 击沉       |
| 1916年10月22日 | 努力号       | 英国         | 159  | 击沉       |
| 1916年10月23日 | 雷吉娜号     | 挪威         | 823  | 击沉       |
| 1916年10月26日 | 泰坦号       | 英国         | 171  | 击沉       |
| 1916年12月18日 | 阿蓝岛号     | 英国         | 176  | 击沉       |
| 1916年12月19日 | 安斯加尔号   | 挪威         | 926  | 击沉       |
| 1916年12月19日 | 热闪电号     | 挪威         | 591  | 击沉       |
| 1916年12月19日 | 布雷特兰号   | 丹麦         | 2025 | 缴作战利品 |
| 1916年12月20日 | 伊娃号       | 丹麦         | 109  | 击沉       |
| 1916年12月20日 | 梅雷迪奥号   | 瑞典         | 1372 | 击沉       |
| 1917年2月5日   | 赫斯渥号     | 英国         | 1229 | 击沉       |
| 1917年2月6日   | 费鲁乔号     | 義大利王國   | 2192 | 击沉       |
| 1917年2月7日   | 科西嘉亲王号 | 英国         | 2776 | 击沉       |
| 1917年2月7日   | 圣尼尼安号   | 英国         | 3026 | 击沉       |
| 1917年4月25日  | 埃斯特号     | 丹麦         | 1420 | 击沉       |
| 1917年9月7日   | 戈雷弗里达号 | 英国         | 5136 | 击伤       |
| 1917年9月8日   | 阿拉丁号     | 挪威         | 753  | 击沉       |
| 1917年9月27日  | 戈雷托利亚号 | 英国         | 5143 | 击沉       |
| 1917年9月29日  | 贝塔号       | 荷蘭         | 185  | 缴作战利品 |
| 1917年10月27日 | 海伦女士号   | 英国         | 811  | 击沉       |
| 1917年12月13日 | 班加思号     | 英国         | 1872 | 击沉       |
| 1917年12月15日 | 达夫尼号     | 希腊         | 1190 | 击沉       |
| 1918年1月24日  | 欲望号       | 英國皇家海軍 | 135  | 击沉       |
| 1918年1月24日  | X6号         | 英国         | 160  | 击沉       |
| 1918年1月24日  | X110号       | 英国         | 160  | 击沉       |
| 1918年1月25日  | 福尔米娜号   | 荷蘭         | 1158 | 击沉       |
| 1918年1月25日  | 亨伯号       | 英国         | 280  | 击沉       |
| 1918年1月26日  | 哈特利号     | 英国         | 1150 | 击沉       |
| 1918年1月26日  | 阿索斯号     | 挪威         | 1708 | 击沉       |
| 1918年3月9日   | 兰德斯贝里号 | 丹麦         | 1551 | 击沉       |
| 1918年3月13日  | 水团花号     | 挪威         | 2235 | 击沉       |
| 1918年3月16日  | 坤脱罗号     | 丹麦         | 1611 | 击沉       |
| 1918年4月21日  | 隆波克号     | 英国         | 7270 | 击伤       |
| 1918年6月10日  | 下泰恩号     | 英国         | 3231 | 击沉       |
| 1918年9月22日  | 伊莉斯号     | 英國皇家海軍 | 239  | 击沉       |

## 脚注
1. 1 2 3 4 5  Rössler，第64頁.
2. 1 2 3 4 5 6  Gröner 1991，第23-25頁.
3. 1 2 3 4  Helgason, Guðmundur. . German and Austrian U-boats of World War I - Kaiserliche Marine - Uboat.net.   [2022-03-28].
4. 1 2  Helgason, Guðmundur. . German and Austrian U-boats of World War I - Kaiserliche Marine - Uboat.net.   [2022-03-28].
5. ↑  Helgason, Guðmundur. . German and Austrian U-boats of World War I - Kaiserliche Marine - Uboat.net.   [2022-03-28].
6. ↑  Helgason, Guðmundur. . German and Austrian U-boats of World War I - Kaiserliche Marine - Uboat.net.   [2022-03-28].
7. ↑  Helgason, Guðmundur. . German and Austrian U-boats of World War I - Kaiserliche Marine - Uboat.net.   [2022-03-28].
8. ↑  Helgason, Guðmundur. . German and Austrian U-boats of World War I - Kaiserliche Marine - Uboat.net.   [2022-03-28].
9. 1 2 3  陈进，第47頁.
10. ↑  Rössler，第50頁.
11. 1 2  Helgason, Guðmundur. . German and Austrian U-boats of World War I - Kaiserliche Marine - Uboat.net.   [2014-12-10].